# Sniper Elite V2
Sniper Elite V2 és un videojoc d'acció tàctica del 2012 desenvolupat per Rebellion Developments per a Microsoft Windows, PlayStation 3 i Xbox 360. És un remake del videojoc de Rebellion del 2005, Sniper Elite. El videojoc està ambientat en el mateix període i ubicació- la batalla de Berlín durant l'abril–maig de 1945—però ara el protagonista és un oficial americà de l'Oficina de Serveis Estratègics que ha de capturar o eliminar els científics involucrats en el programa de coets nazi V-2.

## Argument
El personatge principal és Karl Fairburne, un oficial de l'OSS que s'introdueix a Berlín el 1945, durant els dies finals de la Segona Guerra Mundial. Fa referència a l'Operació Paperclip i el seu predecessor l'Operació Overcast, el pla dels EUA per reclutar els científics de l'Alemanya nazi. En Fairburne s'enfronta amb oponents tant nazis com soviètics mentre busca individus clau involucrats amb el desenvolupament del míssil balístic V-2.
La campanya comença amb una missió tutorial, on el jugador ha d'assassinar el major general alemany Hans von Eisenberg que està tractant de fer desertar als soviètics. La següent missió és una versió lleugerament modificada de la demostració, en què s'envia el jugador a capturar el Dr. Gunther Kreidl, un científic nazi, i escapar amb els seus documents. A continuació, en Fairburne s'infiltra en una planta de producció del coet V-2 a la recerca d'un altre científic, el Dr Schwaiger, que està disposat a desertar als Estats Units, però en Fairburne es descobreix i ha de lluitar per sortir de les instal·lacions. En Fairburne decideix robar una partida d'explosius i destruir un pont per distreure els soviètics i els alemanys mentre ell passa darrere d'ells i rescata en Schwaiger. El pla funciona i en Fairburne es dirigeix a un lloc anomenat Opernplatz, on troba en Schwaiger i es veu obligat a mantenir a ratlla les forces de les tropes soviètiques que han descobert la seva posició. Schwaiger rep un tret en el procés, i abans de morir, diu "tabun". En Fairburne, despistat, es trobarà amb el Dr Müller, que assassina en la seva torre de comandament. Sense ubicació de la zona de llançaments del V-2, ell va cap a un quarter soviètic, on descobreix que el tabun és un gas nerviós transportat pels coets V-2 que estan a punt de llançar-se sobre Londres. Amb només la informació que està en algun lloc fora de Berlín, en Fairburne va a l'oficina de Berlín del Dr. Wolff, l'autor intel·lectual del projecte, per trobar més informació. L'oficina ha estat destruïda, però en Fairburne troba un quadern esquinçat i estableix que Wolff està a punt d'escapar d'un camp d'aviació. En Fairburne arriba a un altre edifici just a temps per recuperar d'una xemeneia un mapa que detalla les instal·lacions d'emmagatzematge del V-2. Es proposa destruir els coets. En busca d'en Wolff, en Fairburne es remunta a la Porta de Brandenburg, on havia assassinat a von Eisenberg pocs dies abans. En Fairburne puja damunt de l'estructura i, com en Wolff està a punt d'escapar en un automòbil, el dispara, provocant que el vehicle es surti de la carretera i s'estavelli, matant instantàniament en Wolff. En Fairburne assenyala que la Segona Guerra Mundial ha acabat, però la Guerra Freda acaba de començar, en què ha actuat com el primer combatent americà.

## Jugabilitat
Sniper Elite V2 utilitza l'acció tàctica que posa èmfasi en el sigil, en lloc d'utilitzar la força bruta. En Fairburne utilitza diverses armes de l'era de la Segona Guerra Mundial, incloent rifles de franctirador, una pistola Welrod silenciada, metralletes i granades de mà alemanyes i soviètiques (que també es poden utilitzar per fer trampes de cos amb filferro). Una de les principals característiques del joc és la balística realista, que intervenen factors com la caiguda de la bala, la força del vent, i l'efecte de contenir la respiració quan s'intenta disparar. La vista de la mira telescòpica és en primera persona, mentre que el moviment i l'ús de totes les altres armes és en tercera.
Una diferència important del Sniper Elite original és la introducció d'una controvertida ‘Càmera de Matar en Raigs-X’, que s'activa quan el jugador fa un tir especial. La vista després segueix la trajectòria de la bala en càmera lenta abans de disminuir encara més a mesura que arriba a l'objectiu, després de les quals el cos de l'objectiu es representa com una secció anatòmica per mostrar el pas de la bala a través del cos i el dany que causa als òrgans i ossos. Altres nous elements inclouen la possibilitat de marcar els enemics per ressaltar la seva posició juntament amb la informació de destinació i una figura blanca delineada que marca l'últim punt en què els soldats enemics van ser vistos pel jugador perquè els jugadors puguin realitzar la seva fugida.

## Desenvolupament
El 2011, Rebellion va anunciar que copublicaria el títol amb 505 Games. Després del seu llançament el maig de 2012, el joc ha sigut descrit com un "reinici" del primer Sniper Elite, en comptes d'una continuació. L'anunci inicial només es referia a les versions per Xbox 360 i PlayStation 3, encara que en resposta a les peticions dels fans, Rebellion va anunciar que també publicaria una versió per a PC a través de botigues i Steam al mateix temps que la versió de la consola.

## Armes
| - Springfield M1903 - Gewehr 43 - Mosin-Nagant - Karabiner 98 Kurz - SVT-40 - MP40 - PPSh-41 - Thompson | - Welrod - Luger P08 - Colt M1911A1 - Granada F-1 - Stielhandgranate - Mina terrestre - Mina de tracció - Dinamita |

## Rebuda i crítica
Sniper Elite V2 va rebre una barreja de crítiques positives a Metacritic, resultant en 65 punts, 70 and 64, for the Xbox 360, PS3 and PC versions respectively.
Game Informer va puntuar el videojoc en 8,25/10. GameSpot li va posar 6/10 a causa de la "IA ximple". IGN puntua el joc en 8/10, lloant la característica de la "Càmera de Matar de Raigs-X".